# Константин Черненко
Константин Устинович Черненко е виден съветски политик.

## Биография
Роден е на 24 септември 1911 г., с. Болшая Тес Новоселковски район, Красноярски край. Избран е на поста Генерален секретар на ЦК на КПСС на 13 февруари 1984 г., а за Председател на Президиума на Върховния съвет на СССР – от 11 април 1984 г. Умира на 10 март 1985 в Москва.
Най-често името му се свързва с така наречената „геронтокрация“ поради годините му, в които е главен секретар на КПСС.
1. ↑  Уикипедия на украински език.